# Bird pepper
Capsicum annuum var. glabriusculum, meglio conosciuto come il peperoncino piquín o peperoncino amashito, è una cultivar di Capsicum annuum L. È un peperoncino molto piccante, originario dello stato messicano di Tabasco, dove è ampiamente usato per fare la salsa o come complemento di molti altri piatti. Viene anche chiamato Chile pequín, Chile petín, Chiltepe (in Guatemala), Chile congo (in Nicaragua e nel nord della Costa Rica), Chile del monte (Cile dil monte), zanzare del Cile, mashito (per i chontales indigeni di Tabasco), amash, timpinchile (in Chiapas), chilpaya (a Veracruz), maax'ik (nello Yucatán) e Cile kipín nella Huasteca Potosína.

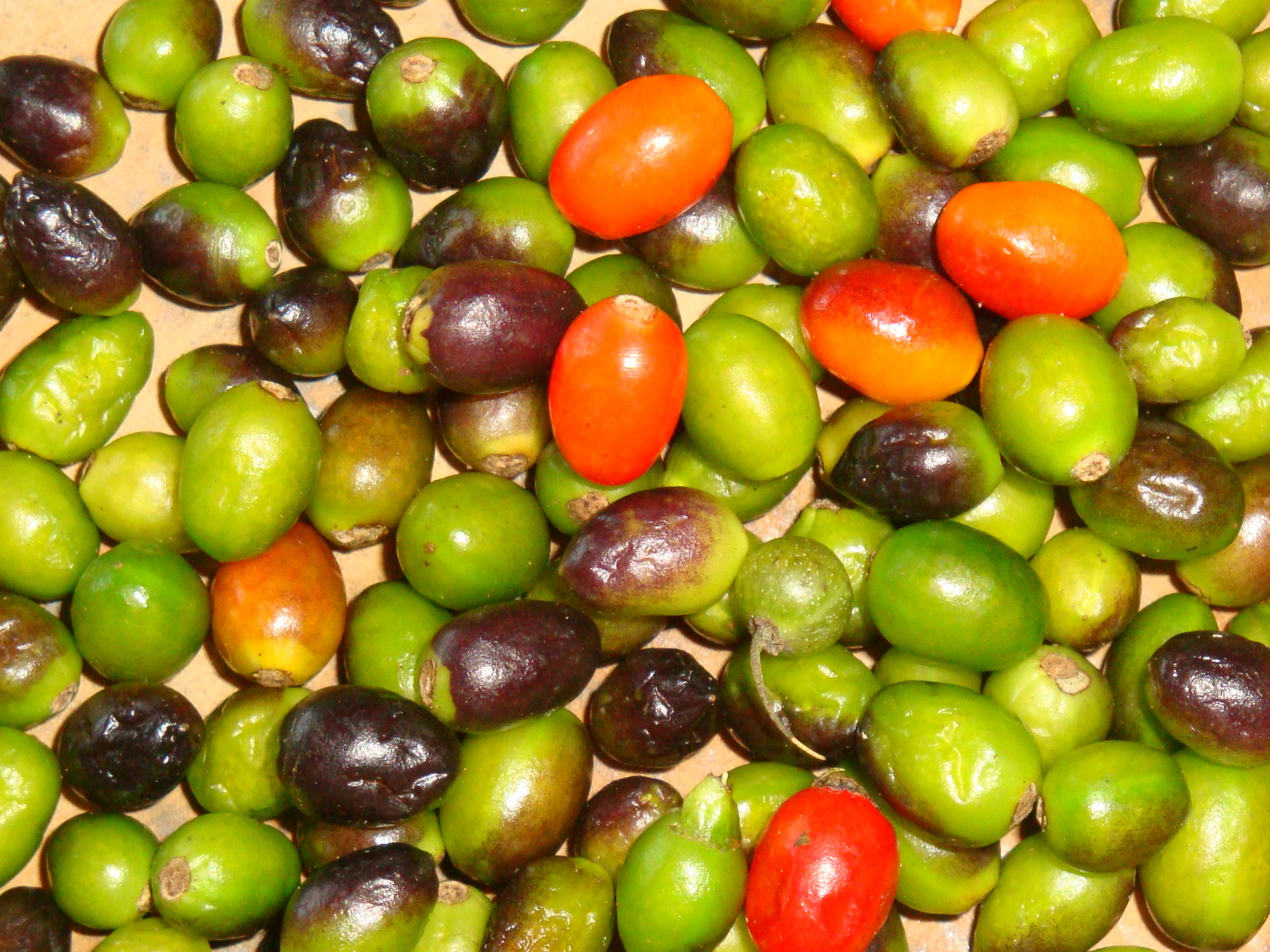
Tabasco Chile amashito

Il termine bird pepper (peperoncino degli uccelli), è un termine generico, che si riferisce a qualsiasi specie di Capsicum, solitamente selvatica, che abbia bacche piccole e facili a staccarsi. Questa caratteristica fa sì che siano mangiate dagli uccelli, da cui il nome. Sono tutti estremamente piccanti.

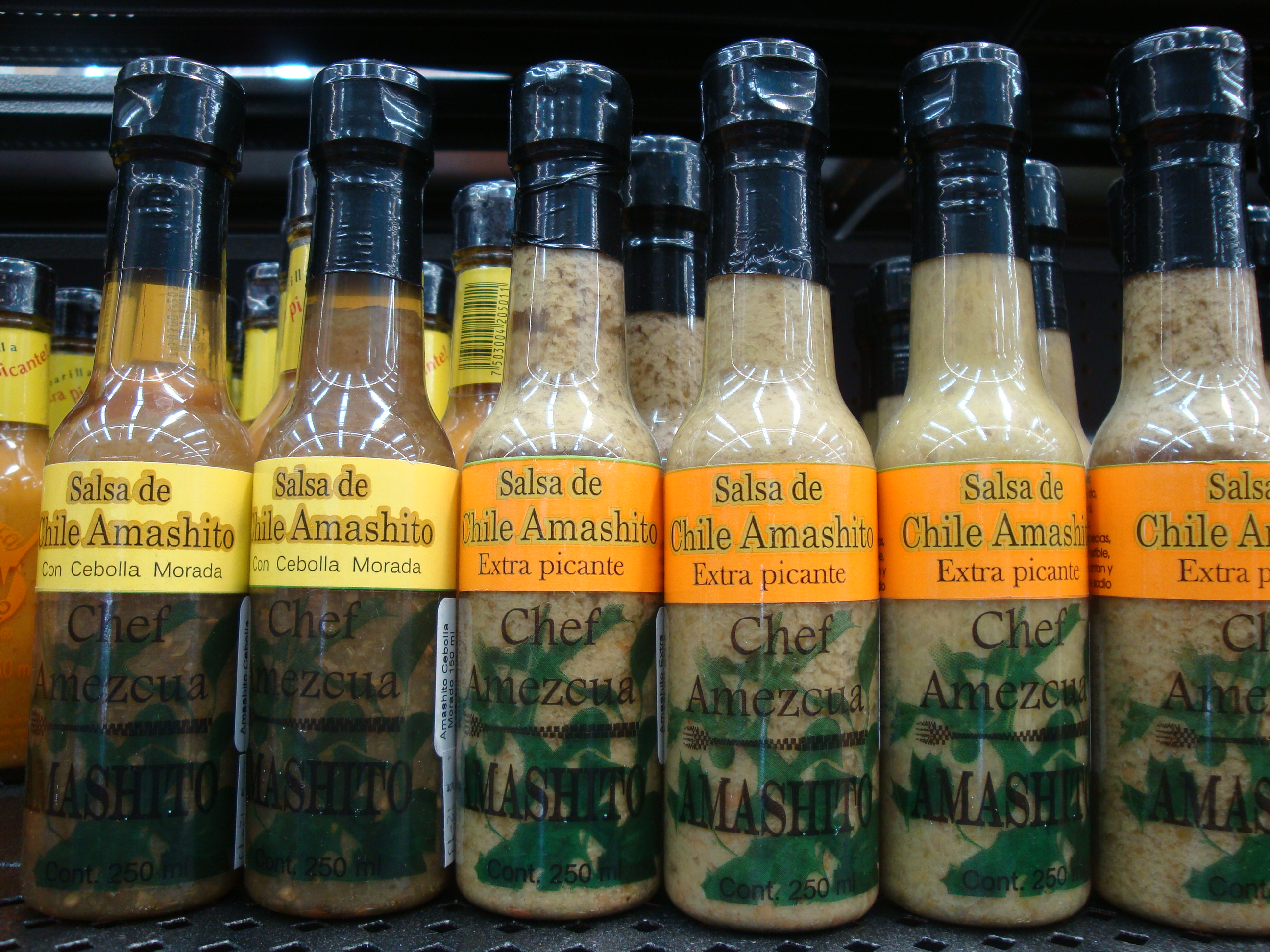
Chile amashito. Industrialización

## Capsicum annuum
Tra le varietà di Capsicum annuum, sono dette peperoncino degli uccelli:
- Chiltepin[1], in Messico e USA
- Bird's eye del Malawi

## Capsicum baccatum
Tra le varietà di Capsicum baccatum, sono dette peperoncino degli uccelli
- C. baccatum var. baccatum
- C. baccatum var. microcarpum

Sono entrambe specie selvatiche

## Capsicum chinense
Tra le varietà di Capsicum chinense, sono dette peperoncino degli uccelli:
- Una varietà selvatica di Tobago[2]
- Alcuni Bird's eye africani
- Charapita[senza fonte], in Perù

## Capsicum frutescens
Tra le varietà di Capsicum frutescens, sono dette peperoncino degli uccelli:
- Malagueta[3], esportato in India ed Estremo oriente
- Doni sali (peperoncino degli uccelli)[4], sull'isola di Guam
- Bird's eye ugandese

## Altre specie
Quasi tutte le specie minori, selvatiche, sono simili ai peperoncini degli uccelli, anche se non sempre vengono chiamate in questo modo.